# Volk
Volk – płyta zespołu Laibach, która została wydana 23 października 2006 roku. Zawiera utwory inspirowane hymnami państwowymi, jak również hymn fikcyjnego państwa utworzonego przez członków ruchu artystycznego Neue Slowenische Kunst, do którego należy Laibach. Tytuł płyty opiera się na grze słów – słowo Volk w języku niemieckim oznacza 'lud', natomiast w języku słoweńskim znaczy 'wilk' (przewrotnym pomysłem było umieszczenie na okładce płyty obrazka przedstawiającego owce). Wydawcą była wytwórnia Mute Records.

## Lista utworów
1. "Germania" - 4:06
2. "America" - 4:51
3. "Anglia" - 3:39
4. "Rossiya" - 3:54
5. "Francia" - 4:14
6. "Italia" - 4:50
7. "Espana" - 3:12
8. "Yisra'el" - 3:05
9. "Türkiye" - 4:32
10. "Zhonghua" - 3:48
11. "Nippon" - 7:29
12. "Slovania" - 4:06
13. "Vaticanae" - 2:54
14. "NSK" - 3:54